# Epiphany (canción)
«Epiphany» es una canción grabada por la boy band surcoreana BTS, como un solo del miembro Jin. Fue publicada el 24 de agosto de 2018 en el álbum recopilatorio Love Yourself: Answer.

## Antecedentes y lanzamiento
El vídeo musical fue publicado una semana antes del lanzamiento del tráiler de la canción principal del álbum Love Yourself: Answer. Las búsquedas de la palabra «Epiphany» aumentaron en un 575%. Además, tuvo más de 20 millones de vistas en las primeras 24 horas.

## Composición
Musicalmente, la canción ha sido descrita como alternative rock, con mezclas suaves de guitarra acústica y riffs eléctricos. Sin embargo, el South China Morning Post la denominó como una «balada que suscita la reflexión».
«Epiphany» tiene una duración de 3:48 minutos y está en la clave de F mayor, con el piano como instrumento principal del tema. Tiene 136 beats por minuto.

## Vídeo musical
Billboard comentó que el vídeo se conecta temática y narrativamente con los otros de la era «Love Yourself». Resalta la importancia del amor propio con letras como «Yo soy al que debería amar en este mundo/Iluminándome, esta preciosa alma mía/Finalmente me di cuenta/Así que me amo/No tan perfecto pero tan hermoso».
Otros críticos señalaron el simbolismo a lo largo del vídeo, como el lirio y el cuaderno, junto con la sensación de ir hacia atrás y hacia adelante en el tiempo y a través de diferentes versiones de uno mismo, guiándose al amor propio. El vídeo también cambia de blanco y negro a color, contrastando y representando tanto la aceptación como la resignación; sigue además la  línea argumental del universo creado por BTS e implica que Jin, quien puede viajar en el tiempo a diferentes universos alternos para intentar salvar a sus amigos, finalmente se ha dado cuenta de que la respuesta que busca se encuentra dentro de sí mismo.
Fue dirigido por Yong-seok Choi de Lumpens. Los directores asistentes fueron Guzza, Park Hyejeong, y Jeong Minje de Lumpens. Otros miembros clave del personal fueron Kim Daehong, Shin Seunghoon, quien se encargó de la  iluminación, Song Sukki, el director técnico, y Hong Yeongjun, quien fue el artista principal a cargo de las escenas. Adicionalmente, Kim Bona y Park Jinsil de MU:E fueron los directores de arte.

## Promoción
La canción fue promocionada en el 2018 KBS Song Festival el 29 de diciembre de 2018.

## Recepción
Rolling Stone India mencionó que «las letras son una epifanía literal sobre el hecho de que para amar a otros, tienes que primero dominar el proceso de ser capaz de aceptar y amarte a ti mismo», además la voz de Jin es «de ensueño y particularmente llama la atención en las armonías y adlibs». Clash llamó a la canción «inspiradora y reveladora», y que abarca todo el tema del álbum sobre el amor propio.
En Estados Unidos la canción se posicionó en el número 19 de la lista Billboard Digital Songs Sales, al vender más de 10 000 copias. En la lista  Canadian Digital Song Sales, el tema se ubicó en el número 28.

## Créditos y personal
Los créditos de la canción están adaptados del CD Love Yourself: Answer.
- Slow Rabbit- Productor, teclado, sintetizador, arreglo vocal, edición digital, ingeniero de audio @ Carrot Express
- ”hitman” bang- Productor
- ADORA- Productora, coro
- JUNE- Coro
- Lee Shinseong- Coro
- Sam Klempner- Coro
- Lee Taewook- Guitarra
- Pdogg- Ingeniero de audio @ Dogg Bounce
- Bob Horn- Ingeniero de mezcla

## Posicionamiento en listas

### Semanales
| Listas (2018)                                     | Mejor posición |
| ------------------------------------------------- | -------------- |
| Corea del Sur (Billboard Hot 100)                 | 5              |
| Corea del Sur (Gaon)                              | 30             |
| Escocia (The Official Charts Company)             | 60             |
| Estados Unidos (Billboard Bubbling Under Hot 100) | 5              |
| Estados Unidos (Billboard World Digital Songs)    | 4              |
| Finlandia (Billboard Digital Song Sales)          | 8              |
| Francia (SNEP)                                    | 61             |
| Hungría (Single Top 40)                           | 30             |
| Reino Unido (UK Singles Chart)                    | 53             |